# Еміль Хоссу
Еміль Хоссу (рум. Emil Hossu, *24 листопада 1941, Окна-Сібілуй, Румунія — †25 січня 2012, Бухарест, Румунія) — румунський актор театру і кіно.

## Біографія
Народився 24 листопада 1941, в родині дипломата. В ході виконання Другого Віденського арбітражу, Північна Трансильванія була передана у володіння Угорщини. Сім'я Еміля переїхала в Клуж-Напока. Через професіїю батька, 23 серпня 1945 уся сім'я була депортована в концтабір в Німеччині, а все майно конфісковано. У концтаборі сім'я Хоссу перебувала протягом п'ятнадцяти місяців. Після звільнення повернулися до Румунії.
У період правління Іона Антонеску батько Еміля був направлений на примусові роботи на Канал Дунай, звідки він повернувся через 6 місяців. У 1958, коли Емілю виповнилося 17 років, його батько помер від раку.

### Сім'я
Був одружений з актрисою Катрінел Думітреску.

### Смерть
Еміль Хоссу помер увечері 25 січня 2012, під час репетиції, за кілька хвилин до початку шоу. Причиною смерті актора став інфаркт міокарда. Похований в Бухаресті на цвинтарі Беллу.

## Фільмографія
| Рік  |   | Українська назва                    | Оригінальна назва                 | Роль                        |
| ---- | - | ----------------------------------- | --------------------------------- | --------------------------- |
| 1967 | ф | Небо починается на третьому поверсі | Cerul începe la etajul III        | ...                         |
| 1968 | ф |                                     | La datorie                        | ...                         |
| 1969 | ф | Симпатичний пан «Р»                 | Simpaticul domn R                 | ...                         |
| 1970 | ф | Пісні моря                          | Cîntecele mării                   | ...                         |
| 1971 | ф | Зліт                                | ...                               |                             |
| 1975 | ф | Провал "Блакитної змії"             | Aventurile lui Babusca            | ...                         |
| 1975 | ф | Курчата восени                      | Toamna bobocilor                  | ...                         |
| 1977 | ф |                                     | Iarna bobocilor                   | Ovidiu                      |
| 1977 | ф |                                     | Regasirea                         | ...                         |
| 1977 | ф | За батьківщину-марір                | Pentru patrie                     | ...                         |
| 1978 | ф | Аварія                              | Avaria                            | Duca, proiectant            |
| 1979 | ф | Нещасний випадок                    | Accident                          | ...                         |
| 1979 | ф |                                     | Jachetele galbene                 | Valeriu, regizorul filmului |
| 1980 | ф |                                     | La rascrucea marilor furtuni      | Locotenentul Devos          |
| 1980 | ф | На добраніч, Ірино                  | Buna seara, Irina                 | ...                         |
| 1981 | ф |                                     | Convoiul                          | ...                         |
| 1981 | ф |                                     | Iata femeia pe care o iubesc      | ...                         |
| 1982 | ф | Все за ради футболу                 | Totul pentru fotbal               | ...                         |
| 1983 | ф | Секрет Бахуса                       | Secretul lui Bachus               | Mirea                       |
| 1984 | ф |                                     | Eroii n-au varsta                 | ...                         |
| 1984 | ф |                                     | Sosesc pasarile calatoare         | ...                         |
| 1985 | ф |                                     | Secretul lui Nemesis              | Victor Mirea zis Balaurul   |
| 1986 | ф | Ми, хто на передовій                | Noi, cei din linia întîi          | ...                         |
| 1986 | ф |                                     | Cale libera                       | ...                         |
| 1986 | ф | За все треба платити                | Totul se plateste                 | ...                         |
| 1987 | ф |                                     | Sa-ti vorbesc despre mine         | ...                         |
| 1988 | ф |                                     | Un studio in cautarea unei vedete | ...                         |
| 1990 | ф |                                     | Harababura                        | ...                         |
| 1992 | ф | Дуб                                 | Balanta                           | ...                         |
| 1993 | ф |                                     | Liceenii în alerta                | ...                         |
| 1993 | ф |                                     | Cel mai iubit dintre pamînteni    | ...                         |
| 1997 | ф |                                     | Une mère comme on n'en fait plus  | Creviste                    |